# Campionati mondiali di pattinaggio di velocità su distanza singola 2024
I Campionati mondiali di pattinaggio di velocità su distanza singola 2024 sono stati la 22ª edizione della manifestazione. Si sono svolti dal 15 al 18 febbraio 2024 al Olympic Oval di Calgary, in Canada.

## Podi

### Uomini
| Evento                            | Oro                                                             | Tempo    | Argento                                                      | Tempo    | Bronzo                                                                    | Tempo    |
| 500 m (dettagli)                  | Jordan Stolz                                                    | 33.69    | Laurent Dubreuil                                             | 33.95    | Damian Żurek                                                              | 34.11    |
| 1000 m (dettagli)                 | Jordan Stolz                                                    | 1:06.05  | Ning Zhongyan                                                | 1:06.53  | Kjeld Nuis                                                                | 1:06.80  |
| 1500 m (dettagli)                 | Jordan Stolz                                                    | 1:41.44  | Kjeld Nuis                                                   | 1:42.661 | Peder Kongshaug                                                           | 1:42.667 |
| 5000 m (dettagli)                 | Patrick Roest                                                   | 6:07.28  | Davide Ghiotto                                               | 6:08.61  | Sander Eitrem                                                             | 6:09.00  |
| 10000 m (dettagli)                | Davide Ghiotto                                                  | 12:38.82 | Ted-Jan Bloemen                                              | 12:47.01 | Graeme Fish                                                               | 12:48.61 |
| Sprint a squadre (dettagli)       | Canada Anders Johnson Laurent Dubreuil Antoine Gélinas-Beaulieu | 1:17.173 | Paesi Bassi Janno Botman Jenning de Boo Tim Prins            | 1:17.175 | Norvegia Henrik Fagerli Rukke Bjørn Magnussen Håvard Holmefjord Lorentzen | 1:17.31  |
| Inseguimento a squadre (dettagli) | Italia Davide Ghiotto Andrea Giovannini Michele Malfatti        | 3:35.00  | Norvegia Sander Eitrem Peder Kongshaug Sverre Lunde Pedersen | 3:36.07  | Canada Antoine Gélinas-Beaulieu Connor Howe Hayden Mayeur                 | 3:36.72  |
| Partenza in linea (dettagli)      | Bart Swings                                                     | 63 pts   | Antoine Gélinas-Beaulieu                                     | 40 pts   | Livio Wenger                                                              | 20 pts   |

### Donne
| Evento                            | Oro                                                    | Tempo   | Argento                                             | Tempo   | Bronzo                                                | Tempo   |
| 500 m (dettagli)                  | Femke Kok                                              | 36.83   | Kim Min-sun                                         | 37.19   | Kimi Goetz                                            | 37.21   |
| 1000 m (dettagli)                 | Miho Takagi                                            | 1:12.83 | Han Mei                                             | 1:13.27 | Jutta Leerdam                                         | 1:13.28 |
| 1500 m (dettagli)                 | Miho Takagi                                            | 1:52.29 | Han Mei                                             | 1:52.72 | Joy Beune                                             | 1:52.91 |
| 3000 m (dettagli)                 | Irene Schouten                                         | 3:57.10 | Isabelle Weidemann                                  | 3:58.01 | Martina Sáblíková                                     | 3:58.33 |
| 5000 m (dettagli)                 | Joy Beune                                              | 6:47.72 | Irene Schouten                                      | 6:48.98 | Martina Sáblíková                                     | 6:51.88 |
| Sprint a squadre (dettagli)       | Canada Carolina Hiller Maddison Pearman Ivanie Blondin | 1:25.14 | Stati Uniti Sarah Warren Erin Jackson Brittany Bowe | 1:26.04 | Polonia Andżelika Wójcik Iga Wojtasik Karolina Bosiek | 1:26.63 |
| Inseguimento a squadre (dettagli) | Joy Beune Marijke Groenewoud Irene Schouten            | 2:51.20 | Ivanie Blondin Valérie Maltais Isabelle Weidemann   | 2:54.03 | Momoka Horikawa Ayano Sato Miho Takagi                | 2:54.89 |
| Partenza in linea (dettagli)      | Irene Schouten                                         | 60 pts  | Ivanie Blondin                                      | 42 pts  | Marijke Groenewoud                                    | 21 pts  |

## Medagliere
| Pos.   | Paese         | Oro | Argento | Bronzo | Totale |
| ------ | ------------- | --- | ------- | ------ | ------ |
| 1      | Paesi Bassi   | 6   | 3       | 4      | 13     |
| 2      | Stati Uniti   | 3   | 1       | 1      | 5      |
| 3      | Canada        | 2   | 6       | 2      | 10     |
| 4      | Italia        | 2   | 1       | 0      | 3      |
| 5      | Giappone      | 2   | 0       | 1      | 3      |
| 6      | Belgio        | 1   | 0       | 0      | 1      |
| 7      | Cina          | 0   | 3       | 0      | 3      |
| 8      | Norvegia      | 0   | 1       | 3      | 4      |
| 9      | Corea del Sud | 0   | 1       | 0      | 1      |
| 10     | Rep. Ceca     | 0   | 0       | 2      | 2      |
| 10     | Polonia       | 0   | 0       | 2      | 2      |
| 12     | Svizzera      | 0   | 0       | 1      | 1      |
| Totale | Totale        | 16  | 16      | 16     | 48     |